# Arturo Benavides Santos

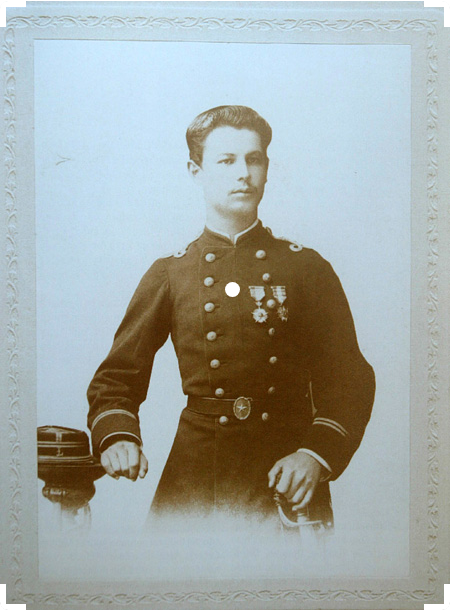
Arturo Benavides con 20 años, hacia 1884

Arturo Benavides Santos (Valparaíso, 28 de agosto de 1864-Santiago, 1937) fue un militar chileno, veterano de la Guerra del Pacífico. Autor de Seis años de vacaciones. Recuerdos de la Guerra del Pacífico (1879-84), donde narra su vida durante dicha guerra, llegó a ocupar el cargo de primer alcalde de Valparaíso.

## Biografía

### Familia
Fue el cuarto de los siete hijos de Francisco Antonio Benavides Carrera, funcionario de aduana, y Leonor Santos del Real. Era primo de Zorobabel Rodríguez, hijo de José Martín Rodríguez Osorio y Francisca Javiera Benavides Carrera, y sobrino-nieto de Juan Manuel Benavides Mujica, el primer capellán de los ejércitos patriotas y diputado al Congreso en representación de Quillota, y de María del Carmen Benavides y Mujica, conocida como «la beatita Benavides».
Se casó tres veces y enviudó de sus dos primeras esposas: Amelia de la Cruz de las Casas, con quien tuvo cuatro hijas; Blanca Bruce Lorie, con quien tuvo dos hijos y cuatro hijas; y su sobrina María Cristina Gordon Benavides, hija de Guillermo Gordon y Benigna Guadalupe de Jesús Benavides Santos.

### Guerra del Pacífico
Cuando estalló la Guerra del Pacífico, cursaba su primer año en el Liceo de Valparaíso y al obtener el permiso de su padre se enlistó con 14 años de edad en el Batallón «Lautaro», creado el 2 de mayo de 1879. Su hermano mayor —Francisco, de 17 años de edad— ya se había enrolado días antes, lo que hizo que con mayor insistencia hiciera lo posible por obtener la aprobación de su padre. Se embarcó rumbo al norte en el vapor Toltén.
Ascendió gracias a sus propios méritos de forma rápida a cabo 1.º y luego a sargento 2.º. Participó en la batalla de Tacna (1880), donde se distinguió por su bravura y valentía, lo que le valió el otorgamiento de los galones de subteniente. Asimismo, participó en la ocupación de Lima (1881).
En la sierra peruana, se batió en el combate de Tarmatambo (1882), que varios años después fue declarado «acción distinguida». En dicho combate, le correspondió al subteniente Benavides, de 17 años, asumir accidentalmente el mando de su compañía, integrada por ochenta hombres, que resistió el ataque de ciento veinte soldados de línea y más de mil indígenas. Refiriéndose a la actuación del subteniente Benavides, el informe emitido por el Estado Mayor General del Ejército dice textualmente: «protegió eficazmente al grueso de la División durante siete horas, mediante a su buen tino, previsión y ojo táctico, al elegir una excelente posición que ahorraron pérdidas a sus tropas, mal amunicionadas, pues no disponían de cien tiros por fusil».
El Batallón «Lautaro», al que pertenecía, fue de las últimas unidades en volver a Chile, siendo disuelto en Santiago el 6 de noviembre de 1884.

### Guerra civil de 1891
Durante la Guerra civil de 1891, se alistó en el bando congresista, opositor al presidente José Manuel Balmaceda y a Orozimbo Barbosa, quien durante la Guerra del Pacífico había sido su superior y cuya muerte lamentó más tarde pues le tenía mucho afecto y estima.
Se sumó al Batallón Constitución n.º 1, y alcanzó el grado de mayor al término de la contienda. El 21 de agosto de 1891, fue gravemente herido en la batalla de Concón y fue necesario amputarle la pierna izquierda.

### Vida civil
Aunque nunca estudió arquitectura, la ejerció durante un tiempo. Ocupó el cargo de primer alcalde de Valparaíso durante 1903. Además, fue director del diario La Unión de Valparaíso, donde también trabajó su primo Zorobabel Rodríguez.
Falleció en la capital chilena a los 73 años de edad.

## Obra
Se dedicó a escribir libros que son testimonio de la Guerra del Pacífico:
- Seis años de vacaciones. Recuerdos de la Guerra del Pacífico (1879-84), en el que cuenta sus vivencias a modo de diario de campaña;
- Historia compendiada de la Guerra del Pacífico
- Juan y Juanita. Novela histórica (1879-84)